# Way Out (Magnus Lindgren-album)
Way Out från 1999 är Magnus Lindgrens debutalbum i eget namn.

## Låtlista
Alla låtar är skrivna av Magnus Lindgren om inget annat anges.
1. Jerusalem Blues – 5:47
2. Way Out – 5:24
3. Malando – 3:51
4. Moonlight Lemonade – 4:29
5. Det kan aldrig va' fel – 4:18
6. Sushiland – 5:52
7. Village – 5:38
8. Polka Dots and Moonbeams (Jimmy Van Heusen/Johnny Burke) – 3:27
9. Wheels – 7:24
10. Goodbye Pork Pie Hat (Charles Mingus) – 6:01

## Medverkande
- Magnus Lindgren – saxofon, flöjt
- Patrik Skogh – trumpet
- Magnus Thorell – trumpet
- Karin Hammar – trombon
- Magnus Petersson – valthorn
- Mathias Algotsson – piano
- Fredrik Jonsson – bas
- Jonas Holgersson – trummor